# Сарышыганак
Сарышыганак (каз. Сарышығанақ, до 1993 года — Жидковка) — село в Павлодарской области Казахстана. Расположено в 49 км к северо-западу от Павлодара и в 66 км к северо-западу от города Аксу. Находится в подчинении городской администрации Аксу. Административный центр Сарышыганакского сельского округа. Код КАТО — 551669100.

## История
Село было основано в 1917 году и получило название Жидковка по фамилии казачьего офицера Жидкова. До 1993 года Жидковка была центральной усадьбой бывшего мясо-молочного совхоза «Калининский», основанного в 1932 году.

## Население
В 1985 году в селе жили 1984 человека, в 1999 году население села составляло 1286 человек (632 мужчины и 654 женщины). По данным переписи 2009 года, в селе проживали 652 человека (339 мужчин и 313 женщин).